# Garuda Shield
 (juillet 2024).
Garuda Shield est un exercice militaire conjoint de deux semaines entre les armées de terre américaine et indonésienne qui se tient tous les ans en Indonésie.

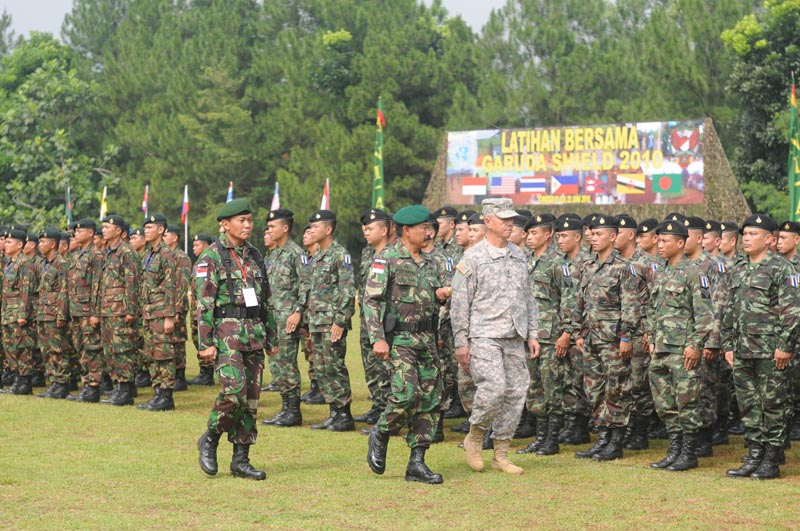
Le colonel Nono Mulyono, le major général Soenarko et le major général Robert G. F. Lee passent en revue les plus de 1 100 soldats représentant six pays lors de la cérémonie d'ouverture de Garuda Shield en 2010.

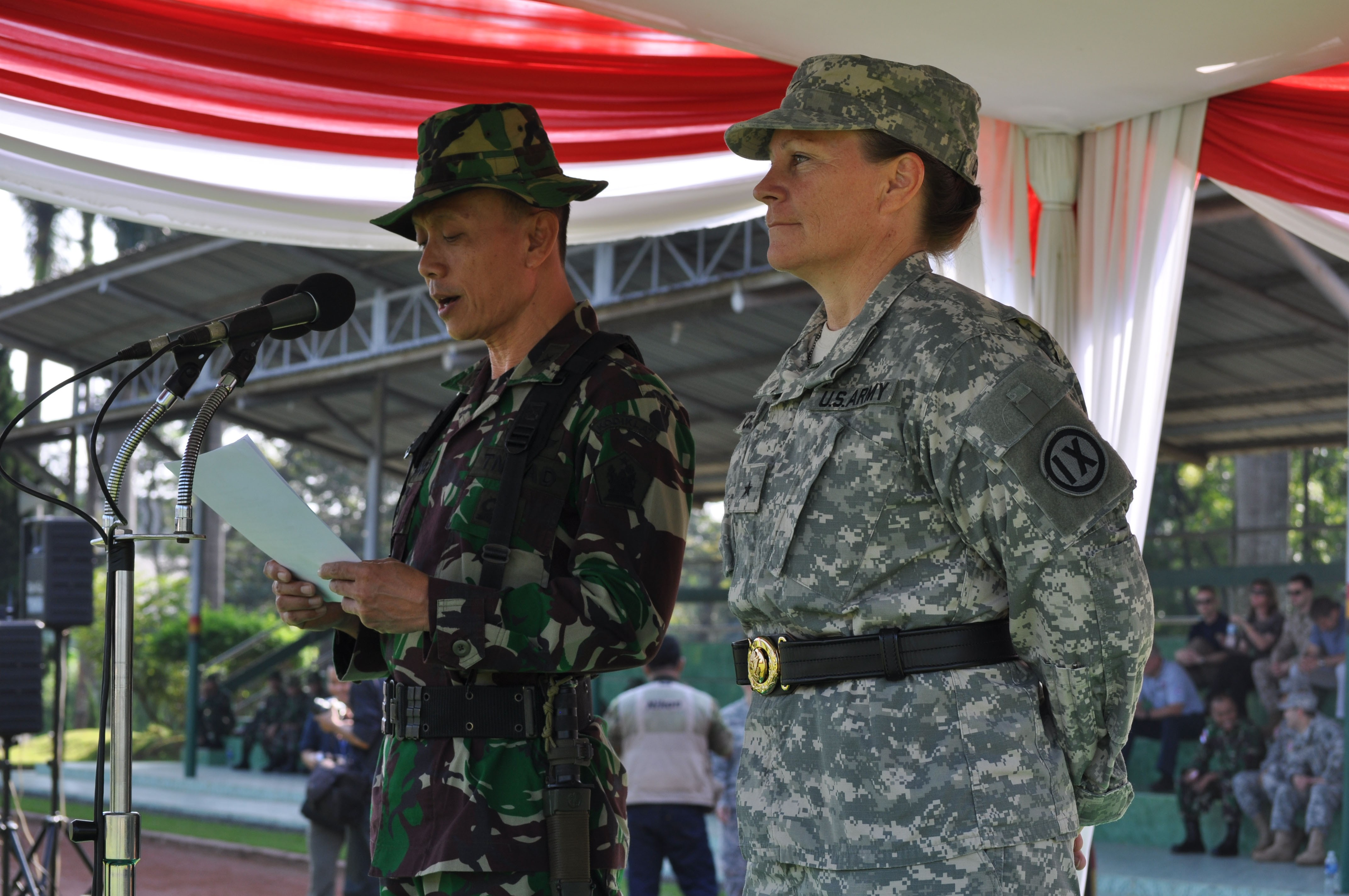
La brigadier générale Michele G. Compton, commandante du 9ème Mission Support Command, et le brigadier général Mulyono, directeur de la formation du commandement de la formation de l'armée indonésienne, à l'ouverture de Garuda Shield 2011.

## Histoire
Garuda Shield s'est tenu pour la première fois en 2007.
L'année précédente, le Congrès américain avait stipulé les conditions pour lesquelles une coopération militaire avec l'Indonésie pouvait reprendre. Ainsi prenait fin une restriction sur les ventes d'armes par les Etats-Unis en 1991 à la suite d'une fusillade par des soldats indonésiens dans le cimetière de  Santa Cruz à Dili au Timor oriental, une ancienne colonie portugaise annexée par l'Indonésie en 1975, qui avait fait plus de 270 morts chez des manifestants timorais.